# Real Academia de Ciencias Exactas, Físicas y Naturales

Emblema dell'accademia

La Reale Accademia di scienze esatte, fisiche e naturali (spagnolo: Real Academia de Ciencias Exactas, Físicas y Naturales) è l'accademia delle scienze della Spagna ed è parte dell'Instituto de España.

## Storia

### L'Accademia di Matematica di Madrid
Il primo predecessore della presente istituzione fu la Accademia di Matematica di Madrid, ufficialmente chiamata Academia Real Mathematica, fondata da Filippo II di Spagna nel 1582. La accademia doveva riunire i migliori geografi, astronomi, architetti, ingegneri e specialisti militari, aveva perciò una finalità fortemente applicativa e pratica al servizio della Corona. Di fatto l'insegnamento fu molto meno ampio di quanto progettato e si concentrò sulla cosmografia e la navigazione, materie indispensabili per mantenere quello che era il più grande impero coloniale del mondo.
Come era accaduto alla scuola palatina della corte dei Re cattolici, il compito principale dell'Accademia era quello di dare un'istruzione scientifica ai giovani cortigiani. La sede era perciò in Calle del Tesoro presso l'Alcázar di Madrid.
Fra i più illustri professori ricordiamo Johann Baptist Cysat e Tomás de la Cerda.
In seguito all'espulsione della Compagnia di Gesù del 1767 la Corona non riuscì a mantenere la scuola, che nel 1783 dovette essere chiusa.
L'Accademia non conferiva, come neanche la scuola palatina, alcun titolo o diploma con valore legale.

### Prime accademie di medicina e scienze naturali
L'Illuminismo diede nuovo impulso alla fondazione di accademie, ed in particolare di accademie delle scienze. In Spagna vennero create le Reales Academias sul modello di quelle fondate nel secolo precedente in Francia, paese d'origine della casa regnante. Così nel 1734 fu fondata la Real Academia de Medicina y Ciencias Naturales.
Un secolo più tardi, nel 1834, fu fondata per decreto la Real Academia de Ciencias Naturales de Madrid, che tuttavia durò solo tredici anni e poi fu sostituita dalla attuale.

### Reale Accademia di Scienze Esatte, Fisiche e Naturali
Nel 1847, durante il regno di Isabella II di Spagna, fu fondata per decreto reale la Accademia attuale.

## Organizzazione
In base allo Statuto del 2001, l'Accademia conta 54 accademici numerari, 90 corrispondenti nazionali e un numero indeterminato di accademici soprannumerari e di corrispondenti stranieri.
L'insieme dei membri costituisce il Plenum, il quale a sua volta nomina una Giunta Direttiva.
L'Accademia è divisa in tre sezioni: scienze esatte; fisica e chimica; scienze naturali.
Vi sono inoltre alcune commissioni che si occupano di compiti specifici.
La biblioteca dell'Accademia conta più di 27.000 volumi, oltre che manoscritti, riviste scientifiche, carte geografiche. Fra i fondi donati c'è quello di José Echegaray y Eizaguirre, in suo onore, l'accademia concede anche il premio Medaglia Echegaray.

### Presidenti della Accademia
- 1848-1866 • Antonio Remón Zarco del Valle y Huet
- 1866-1882 • José Solano de la Matalinares, marqués del Socorro
- 1882-1901 • Cipriano Segundo Montesino y Estrada, duque de la Victoria
- 1901-1916 • José Echegaray y Eizaguirre
- 1916-1922 • Amós Salvador Rodrigáñez
- 1922-1928 • José Rodríguez Carracido
- 1928-1934 • Leonardo Torres Quevedo
- 1934-1938 • Blas Cabrera y Felipe
- 1940-1958 • José Casares Gil
- 1958-1966 • Alfonso Peña Boeuf
- 1966-1970 • Julio Palacios Martínez
- 1970-1985 • Manuel Lora Tamayo
- 1985-2002 • Ángel Martín Municio
- 2002-2005 • Carlos Sánchez del Río y Sierra
- 2005-2009 • Alberto Galindo Tixaire
- 2009-2012 • Miguel Ángel Alario y Franco
- 2012-2015 • Alberto Galindo Tixaire
- 2015-(Oggi) • José Elguero Bertolini